# Внутриармейская оппозиция (1928)
Внутриармейская оппозиция 1928 года состояла из коммунистов-единомышленников Военно-политической академии имени Н.Г. Толмачева и части высшего политсостава Белорусского военного округа. В 1938 г. получала новое название, как «антипартийная армейская белорусско-толмачевская группировка». Взгляды армейской оппозиции отражали реальное состояние дел в армии и на флоте конца 20-х годов. Развернутая на базе их выступлений дискуссия на некоторое время обеспечила более критический, объективный подход к анализу состояния дел в Вооруженных Силах и их подготовке.

## Начало дискуссии
Майская директива ПУРа (1927 г.) о единоначалии послужила предметом острой дискуссии в РККА.
В декабре 1927 г. группа преподавателей и слушателей курсов высшего политсостава Военно-политической академии имени Н.Г. Толмачева (г. Ленинград) направила в Политуправление РККА письмо, в котором поднимались вопросы сложившегося положения в армии. В частности, в письме указывалось, что в последнее время в вооруженных силах проявляются тенденции, ведущие к снижению воинской дисциплины и росту различных проступков. Особая тревога выражалась по поводу служебных трений и ненормальных отношений между отдельными командирами и политработниками, обострившихся после перехода армии к единоначалию. Однако ответа на письмо не последовало.
15 марта 1928 г. состоялось общепартийное собрание личного состава академии. С докладом о состоянии и очередных задачах партийной работы в Красной Армии выступил начальник академии Я.Л. Берман. Партийное собрание приняло резолюцию.
С марта по апрель 1928 г. вопросы военного строительства такого же порядка поднимались в резолюциях 7-й Московской гарнизонно-губернской конференции военных ячеек, совещания гарнизонного партактива г. Харькова, совещания комиссаров и секретарей партийных организаций военно-учебных заведений и соединений Ленинградского гарнизона и других.
23 мая 1928 г. состоялось совещание части высшего политсостава Белорусского военного округа. С докладом об итогах работы в зимних условиях и задачах на летний период выступил начальник Политуправления БВО  М.М. Ланда. Совещание приняло развернутую резолюцию, основные положения которой были, по существу, аналогичны высказанным собранием Военно-политической академии. Но политработники БВО в острой форме поставили вопрос о персональной ответственности армейских руководителей всех рангов за положение дел в армии.
Эти резолюции были восприняты в армии неоднозначно. Одни встретили их резко негативно, другие, по свидетельству начальника политуправления Московского военного округа А.С. Булина, «расхваливали на всеармейском совещании секретарей ячеек ВКП(б)».

## Разгром "внутриармейской оппозиции"
Вся «вина» коммунистов Военно-политической академии и политработников Белорусского военного округа фактически состояла в том, что они, выступая инициаторами делового и конструктивного разговора, допустили критические замечания в адрес руководства Красной Армии, внесли предложения по расширению демократических начал в военном строительстве. Именно это и вызвало резкую реакцию центра на их выступления.
Оценка действий коммунистов Военно-политической академии и политработников Белорусского военного округа, как «внутриармейская оппозиция 1928 года», была дана ЦК ВКП(б) в 1929 году с «подачи» руководства Реввоенсовета СССР (К.Е. Ворошилов) и Политического управления РККА (А.С. Бубнов), которые увидели в «бунтарях» источник подрыва единоначалия и личного авторитета.
21 апреля 1928 г. начальник Политуправления А.С. Бубнов выступил с докладом на общем партийном собрании Военно-политической академии и выразил свое резко отрицательное отношение к позиции «толмачевцев». 
7 июня 1928 г. по линии Особого отдела о резолюции политработников БВО доложили председателю РВС СССР и наркомвоенмору К.Е. Ворошилову. Его реакция была незамедлительной - в Москву были срочно вызваны политработники БВО и других военных округов. Нерешительность в действиях А.С. Бубнова была резко осуждена.
9 июня 1928 г. на «совещании - беседе» с вызванными в Москву партийно-политическими работниками К.Е. Ворошилов охарактеризовал «белорусскую» резолюцию как документ, который в своей «политической крамоле» идет значительно дальше «толмачевской» резолюции, принося вред от ее распространения в войсках.
16 июня 1928 г. майская резолюция совещания политсостава БВО была отменена.
30 октября 1928 г. Политбюро приняло постановление «О политико-моральном состоянии Красной Армии». Проект постановления готовила комиссия в составе Л.М. Кагановича, Г.К. Орджоникидзе и А.С. Бубнова. В нем отмечалось, что за последний год имели место трения среди командного и политического состава РККА, и это «нашло свое выражение, с одной стороны, в некоторых выступлениях части политсостава, и особенно в совершенно неправильной резолюции БВО, а с другой стороны, в ряде нездоровых и вредных для единства командно-политического состава явлений». 
7 декабря 1928 г. газета «Красная звезда» напечатала открытое письмо группы бывших «толмачевцев», отказавшихся от своих прежних позиций и призывавших других последовать их примеру. В 1928 г. были освобождены от занимаемых должностей заместитель начальника Политуправления РККА И.Е. Славин, начальник политуправления Белорусского военного округа М.М. Ланда, начальник Военно-политической академии им. Н.Г. Толмачева Я.Л. Берман, многие политработники соединений и частей БВО, преподаватели академии. Всего по этому делу было привлечено к ответственности 73 человека, из них один был исключен из партии, 6 человек получили строгий выговор, 32 - выговор, 9 человек были уволены из рядов армии; в отношении остальных ограничивались заслушиванием.
28 января 1929 г. состоялось заседание Оргбюро ЦК ВКП(б), которое обсудило вопрос о командном и политическом составе РККА. С докладом выступил начальник Политуправления А. С. Бубнов. Оргбюро ЦК поручило комиссии в составе Л. М. Кагановича, А. С. Бубнова, И. С. Уншлихта, И. М. Москвина, И. П. Уборевича, В. Г. Володина в двухнедельный срок разработать проект резолюции по этому вопросу.
25 февраля 1929 г., представленный комиссией проект резолюции был утвержден на заседании Оргбюро ЦК и опубликован как постановление ЦК ВКП(б) «О командном и политическом составе РККА».
14 января 1938 года новый начальник ПУРККА Л. З. Мехлис подписал директиву об участниках так называемой «антипартийной армейской белорусско-толмачевской группировки». Участников «антипартийной армейской белорусско-толмачевской группировки» стали обвинять в антисоветской деятельности, измене Родине. Лев Мехлис обязал начальников политуправлений округов, флотов, армий, военных комиссаров и начальников политотделов соединений, военных академий и училищ выявить всех принадлежавших к «группировке» и внести соответствующие записи в их учетные карточки коммунистов, о чем следовало доложить в обязательном порядке.
5 июля 1938 г. Л. 3. Мехлис директивно потребовал от своих подчиненных: «Назначьте комиссию для обследования и изучения преподавательских кадров академии Ленина. Если сохранились участники толмачевской группировки, изъять до последнего...» Согласно этому требованию, в академии были составлены списки, в которые включили более 400 человек. 
В 1938 году 187 из них были уволены из Вооруженных Сил, около 130 репрессировано. Например, были уволены из рядов Красной армии следующие военнослужащие: заместитель начальника ПУРККА Антон Степанович Булин, член Военного совета ВВС РККА бригадный комиссар Василий Герасимович Кольцов, начальник Политуправления Закавказского военного округа Кузьма Григорьевич Раздольский, начальник 3-го Отдела УПВО НКВД Туркменской ССР Василий Дмитриевич Константинов, дивизионный комиссар Абрам Генрихович Дракохруст, военный комиссар 1-го тяжелого авиационного корпуса (ТАК) Людвиг Августович Краузе, полковой комиссар Степан Кондратьевич Бондаренко,  комиссар 4 кавалерийского казачьего корпуса Леонид Иванович Бочаров и др.

## Реабилитация
В "Известиях ЦК КПСС" (№9, 1990 г.) дается следующая принципиальная оценка «антипартийной внутриармейской белорусско-толмачевской группировке»:
"Дополнительным изучением всех обстоятельств этого "дела", проведенным Главным политическим управлением СА и ВМФ и Институтом марксизма-ленинизма при ЦК КПСС, установлено, что такой оппозиции в действительности не существовало.  Деятельность коммунистов, которых обвиняли в причастности к данной "оппозиции", не носила антипартийного характера и не расходилась с принципиальными установками по вопросам партийного и военного строительства. Все обвинения, предъявленные ее участникам, были беспочвенными, а их привлечение к партийной и судебной ответственности является необоснованным".